# Johann Gabriel Chasteler de Courcelles

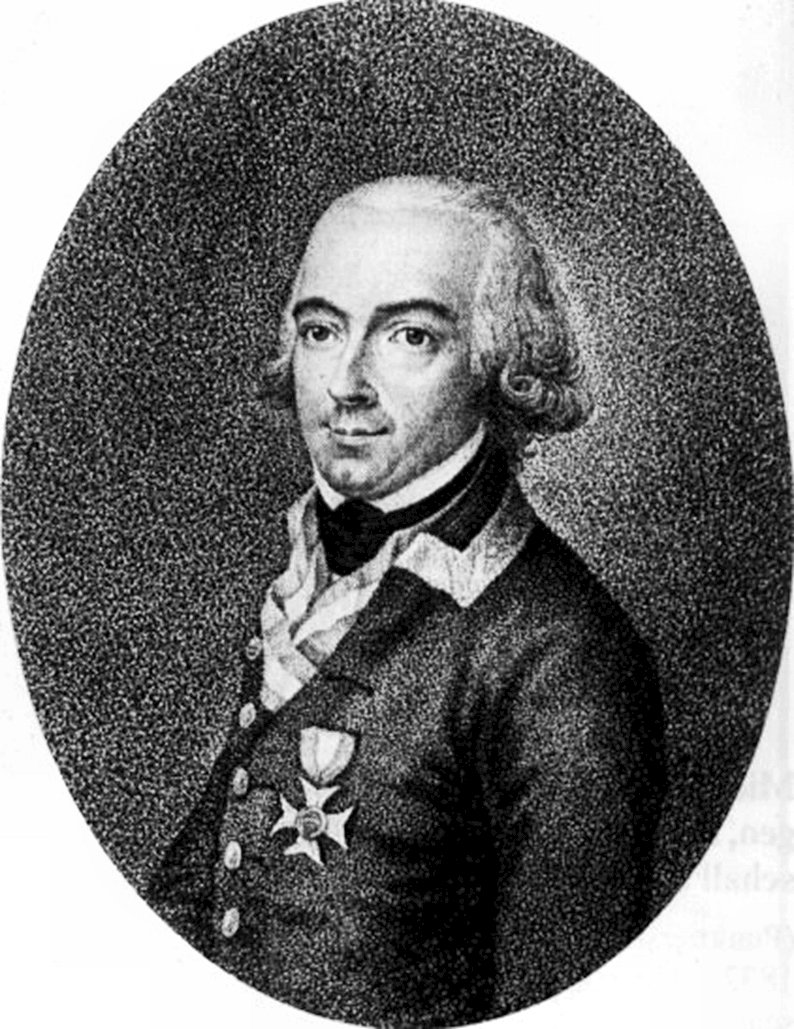
Johann Gabriel Chasteler de Courcelles.

Hans grav i Venedig.

Johann (Jean) Gabriel Chasteler de Courcelles, född 22 januari 1763, död 7 maj 1825, var en österrikisk markis och militär.
De courcelles var under revolutions- och Napoleonkrigen Österrikes mest framstående ingenjörsofficer och utmärkte sig särskilt vid Mainz belägring 1795. Han har också ansetts ha in viktig del i Aleksandr Suvorovs lyckade fälttåg i Italien 1798. Mindre lyckade blev hans insatser som befälhavare i Tyrolen 1805 och 1809. Efter freden var de Courcelles från 1813 fälttygmästare och kommendant i Venedig.